# Horní motorický neuron

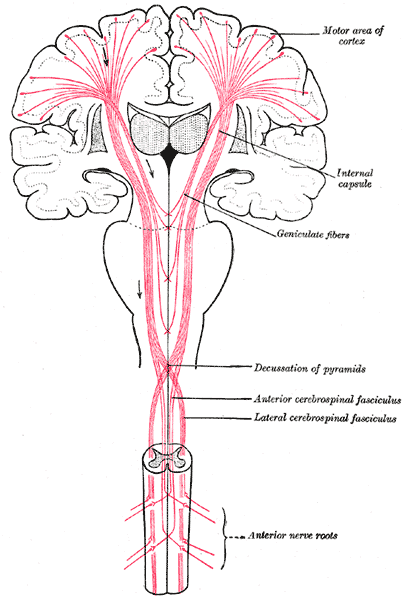
Motorický systém

Horní motorický neuron je nerv přenášející impulzy z kortexu mozku a mozkového kmene k dolním motorickým neuronům. Tyto dráhy se nazývají kortikospinální, jestliže má synapse na spinálních dolních motorických neuronech a kortikobulbární, pokud se připojují synapsemi k dolním motorickým neuronům mozkového kmene. Tyto dráhy mají nervovou kontrolu nad různými končetinovými a bulbárními svalovými funkcemi, zahrnujícími sílu, tonus a pohyb.